# Lamponeia
Lamponeia, Lampônia ou Lampônio (em grego: Λαμπώνεια/Λαμπωνία/Λαμπώνιον; em latim: Lamponea/Lamponium) foi uma cidade grega antiga da costa sul da região da Trôade na Anatólia. Seus restos arqueológicos foram localizados na vila de Kozlu, no distrito de Ayvacık, na província de Çanakkale, Turquia. O sítio foi visitado pela primeira vez por Platon de Tchiatcheff em 1849, e mais tarde, em 1882, pesquisado e identificado como Lamponeia por Joseph Thacher Clarke, o escavador da vizinha Assos. Foi novamente visitado em 1896 por Walter Judeich.

## História
Segundo Mário da Gama Kury, Lamponeia deve seu nome ao herói troiano epônimo de Lampo, filho do rei Laomedonte e irmão de Príamo. Lamponeia está localizada numa altitude de 565 metros sobre o longo cume duma montanha que correu de Sudoeste-Nordeste por uma distância de 3 quilômetros em paralelo ao vale estreito ao norte que conectou Assos com as cidades do centro do vale do Escamandro. Para o sul tinha vista para todo tráfego ao longo da costa sul da Trôade. O assentamento em si tem 800 metros de comprimento e é protegido por um circuito murado espesso de 7 metros de alvenaria áspera e seixos que datam do século VI a.C.. Sua localização estratégica controlou o tráfico para e de Assos ao leste, talvez explicando porquê foi capturada pelo comandante aquemênida Otanes em 512 a.C..
Estrabão, com base no historiador de meados do século V a.C. Helânico de Mitilene, considerou Lamponeia como um assentamento eólico em origem e uma fundação secundária de Assos. Desde 478/477, foi um membro da Liga de Delos e pagou a Atenas um tributo modesto de 1 000 dracmas (numa ocasião, em 430/429 a.C., 1 400 dracmas) como parte do distrito helespontino. No final do século V e começo do IV a.C. cunhou moedas de bronze e prata, e mais adiante desapareceu no registo histórico. É possível que logo depois a cidade foi incorporada em Assos e o sítio em Kozlu abandonado. Achados romano-bizantinos sugerem que o sítio foi reocupado no período, talvez como uma medida defensiva contra pirataria e banditismo.